# Newcastle upon Tyne
Newcastle upon Tyne, vaak afgekort tot Newcastle, is een district met de officiële titel van city, in het stedelijk graafschap (metropolitan county) Tyne and Wear in Noordoost-Engeland. Met de meer dan 25.000 studenten van de Newcastle University en de bijna 25.000 studenten die aan de Northumbria University opleidingen volgen is het ook een studenten- en universiteitsstad. Een inwoner van Newcastle wordt ook wel een Geordie genoemd.
Newcastle is een zelfstandige gemeente met een inwoneraantal van bijna 303.000 (30-6-2019). Met de gemeenten Noord-Tyneside, Zuid-Tyneside en Gateshead vormt het één stedelijk gebied, de Newcastle-Gateshead-metropool, dat een inwoneraantal van 799.000 heeft. Newcastle is de belangrijkste stad van Noordoost-Engeland.

## Geschiedenis
De stad werd door de Romeinse keizer Hadrianus gesticht als een van de forten op de Muur van Hadrianus. In de 3e eeuw was het Cohors I Ulpia Traiana Cugernorum CR hier gevestigd, en rond 400, kort voor de muur opgegeven werd, het Cohors Prima Cornoviorum. Nadat de Romeinen uit Engeland waren vertrokken was de plaats, toen Monkchester geheten, de hoofdstad van het koninkrijk Northumbria en werd een belangrijke bedevaartsplaats vanwege de Heilige Bron van de Jezusberg, tegenwoordig Jesmond. Bij gevechten met de Vikingen werd de stad in 1080 bijna volledig vernield. In de middeleeuwen was Newcastle, gelegen aan de grens met Schotland, een belangrijke vestingstad. De stad groeide enorm ten tijde van de industriële revolutie, maar de industrie raakte halverwege de 20e eeuw in verval. In de 20ste eeuw werd langs Quayside tussen Newcastle en Gateshead moderne infrastructuur opgetrokken, waaronder Gateshead Millennium Bridge, Baltic Centre for Contemporary Art en The Glasshouse.

## Sport

### Voetbal
De voetbalclub uit Newcastle upon Tyne heet Newcastle United FC, bijgenaamd "The Magpies". Het stadion is het St. James' Park en de club speelt met ingang van het seizoen 2017-2018 in de Premier League, het hoogste voetbalniveau in Engeland. Newcastle United speelt in de clubkleuren zwart-wit. De club werd vier keer kampioen in de Premier League en drie keer in de Championship.
Newcastle upon Tyne was met het stadion St. James' Park speelstad bij het Europees kampioenschap voetbal van 1996.

### Rugby
Voor het WK rugby van 2015 werd het voetbalstadion St. James' Park gebruikt voor wedstrijden. Newcastle upon Tyne was de enige Noord-Engelse speelstad tijdens dat kampioenschap.

### Wielrennen
Newcastle upon Tyne was op 30 juli 1989 de start- en finishplaats van de eerste editie van de Wincanton Classic, een wielerklassieker over 236,5 kilometer die destijds deel uitmaakte van de strijd om de wereldbeker. Alleen deze editie werd in Newcastle upon Tyne verreden. Frans Maassen won de allereerste aflevering van deze Britse wielerwedstrijd.

## Stedenbanden
- Atlanta (Verenigde Staten)
- Bergen (Noorwegen)
- Gelsenkirchen (Duitsland)
- Göteborg (Zweden)
- Groningen (Nederland)
- Haifa (Israël)
- Nancy (Frankrijk), sinds 1954
- Newcastle (Australië)
- Newcastle (Zuid-Afrika)
- Taiyuan (China)

## Bekende inwoners van Newcastle upon Tyne

### Geboren
- Thomas Addison (1795-1860), arts en geleerde
- William George Armstrong (1810-1900), werktuigbouwkunde en industrieel
- John Forster (1812–1876), literair criticus en biograaf van Dickens
- Basil Hume (1923-1999), kardinaal en aartsbisschop van Westminster
- Jack Higgins (1929-2022), schrijver
- David Pawson (1930-2020), predikant en theoloog
- Anne Reid (1935), actrice
- Chas Chandler (1938-1996), basgitarist (The Animals), producer en manager
- Hank B. Marvin (1941), gitarist (The Shadows)
- Brian Johnson (1947), musicus en zanger (AC/DC)
- Kevin Whately (1951), acteur
- Martin Callanan (1961), politicus
- Janet McTeer (1961), actrice
- Abhisit Vejjajiva (1964), minister-president van Thailand
- John Carver (1965), voetbaltrainer
- Gary Robson (1967), darter
- Alan Shearer (1970), voetballer
- Alan Thompson (1973), voetballer
- Sue Rolph (1978), zwemster
- Paul Nicholson (1979), Australisch darter
- Charlie Hunnam (1980), acteur
- David Leon (1980), acteur, filmproducent, filmregisseur en scenarioschrijver
- Cheryl Cole (1983), zangeres
- Ryan Joyce (1985), darter
- Callum Little (1989), voetballer
- Jonny Rowell (1989), voetballer
- Shaun Hutchinson (1990), voetballer
- Paul Dummett (1991), voetballer
- Adam Armstrong (1997), voetballer
- Callan Rydz (1998), darter

## Bezienswaardigheden
- Kathedraal van Newcastle
- Kasteel van Newcastle
- Gateshead Millennium Bridge
- Baltic Centre for Contemporary Art
- The Glasshouse (vroegere Sage)
- Great North Museum: Hancock
- Discovery Museum
- National Centre for Children's Books

## Afbeeldingen

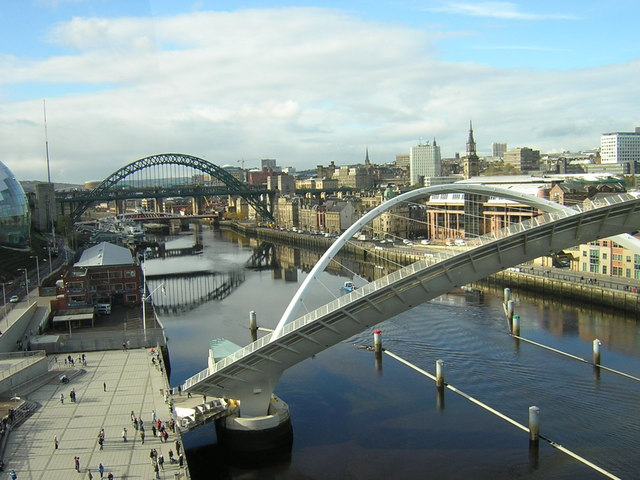
Bruggen over de rivier de Tyne in het centrum van Newcastle
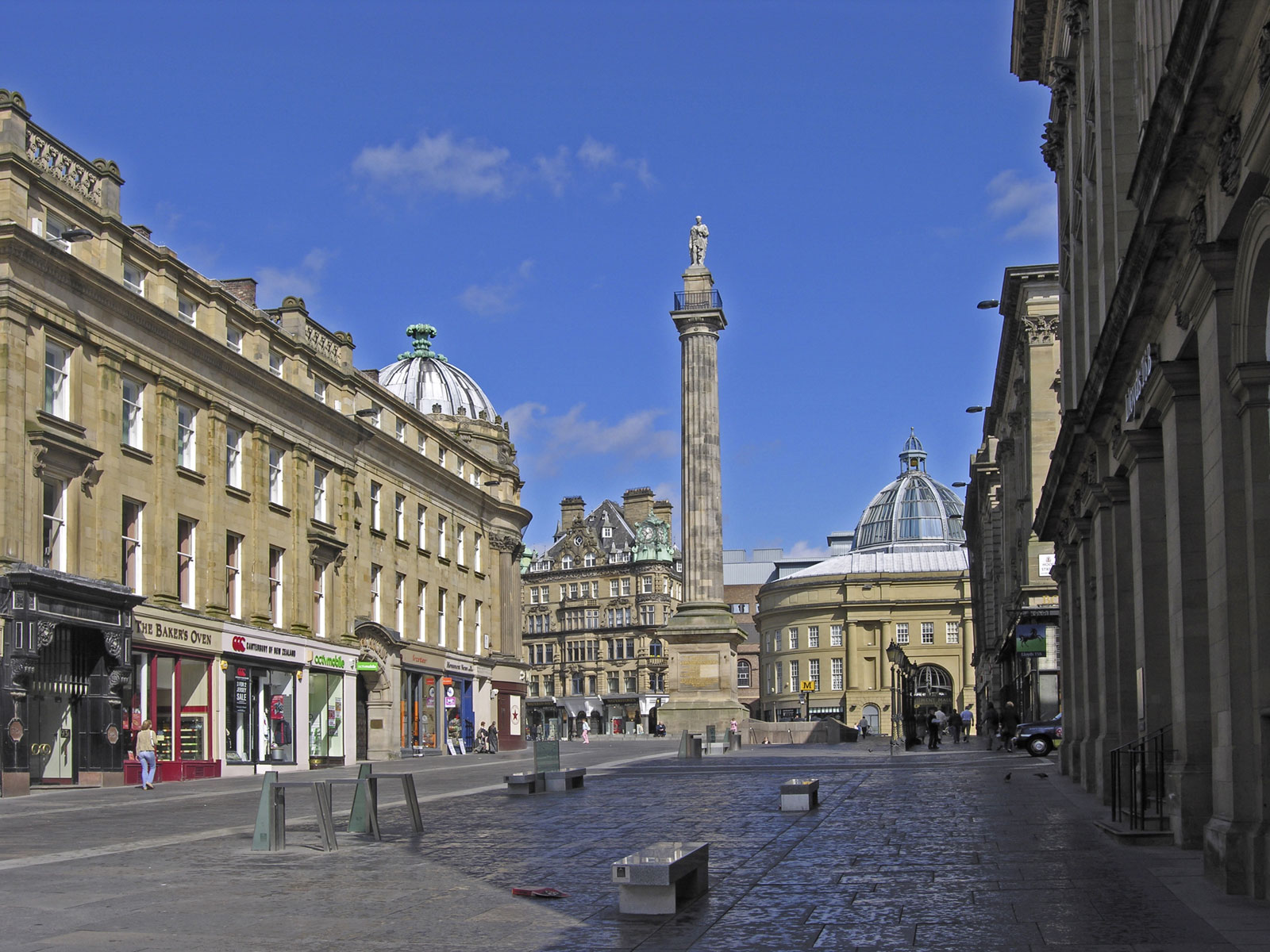
Grey's Monument in het centrum van Newcastle
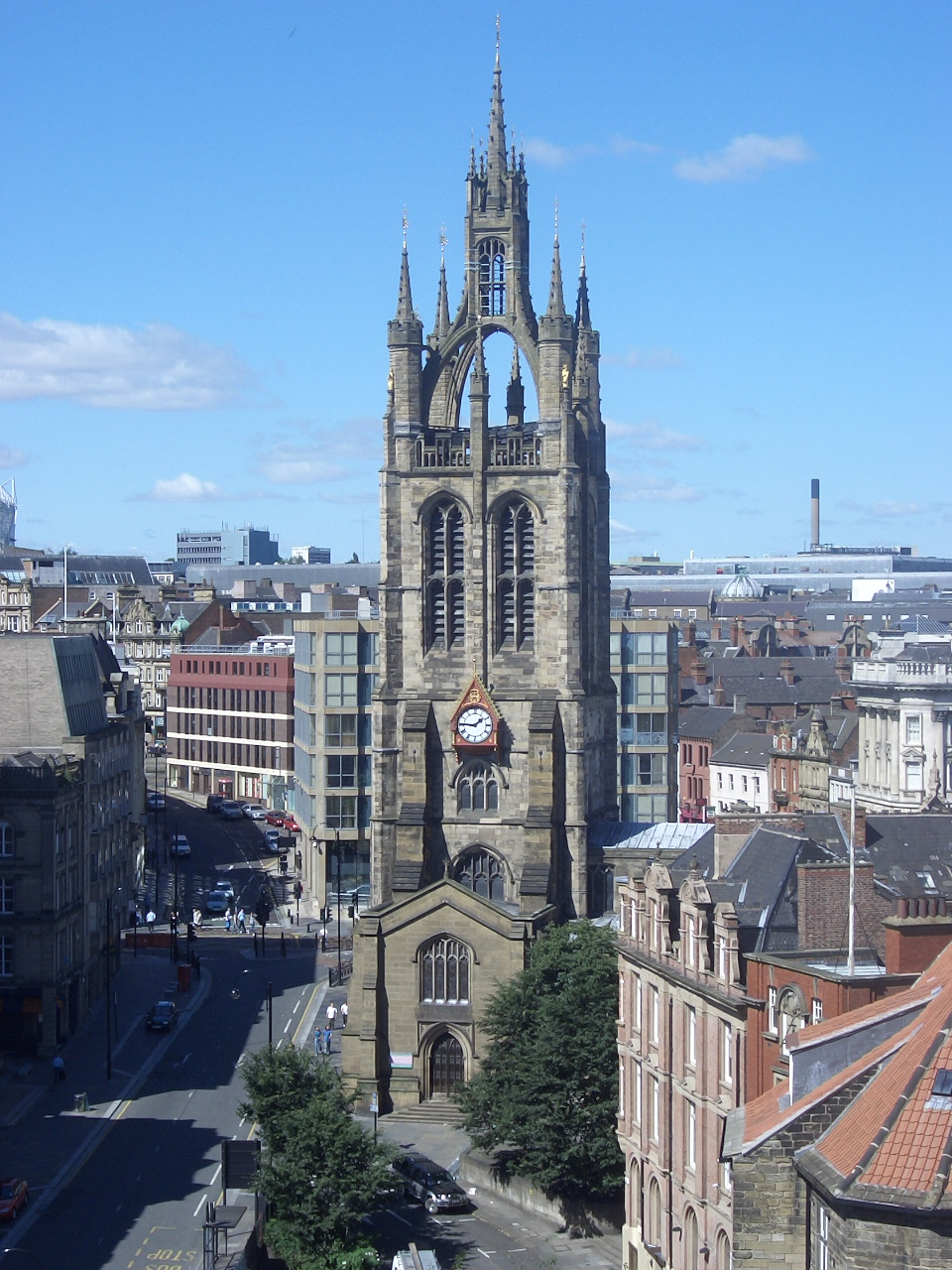
Kathedraal van Newcastle
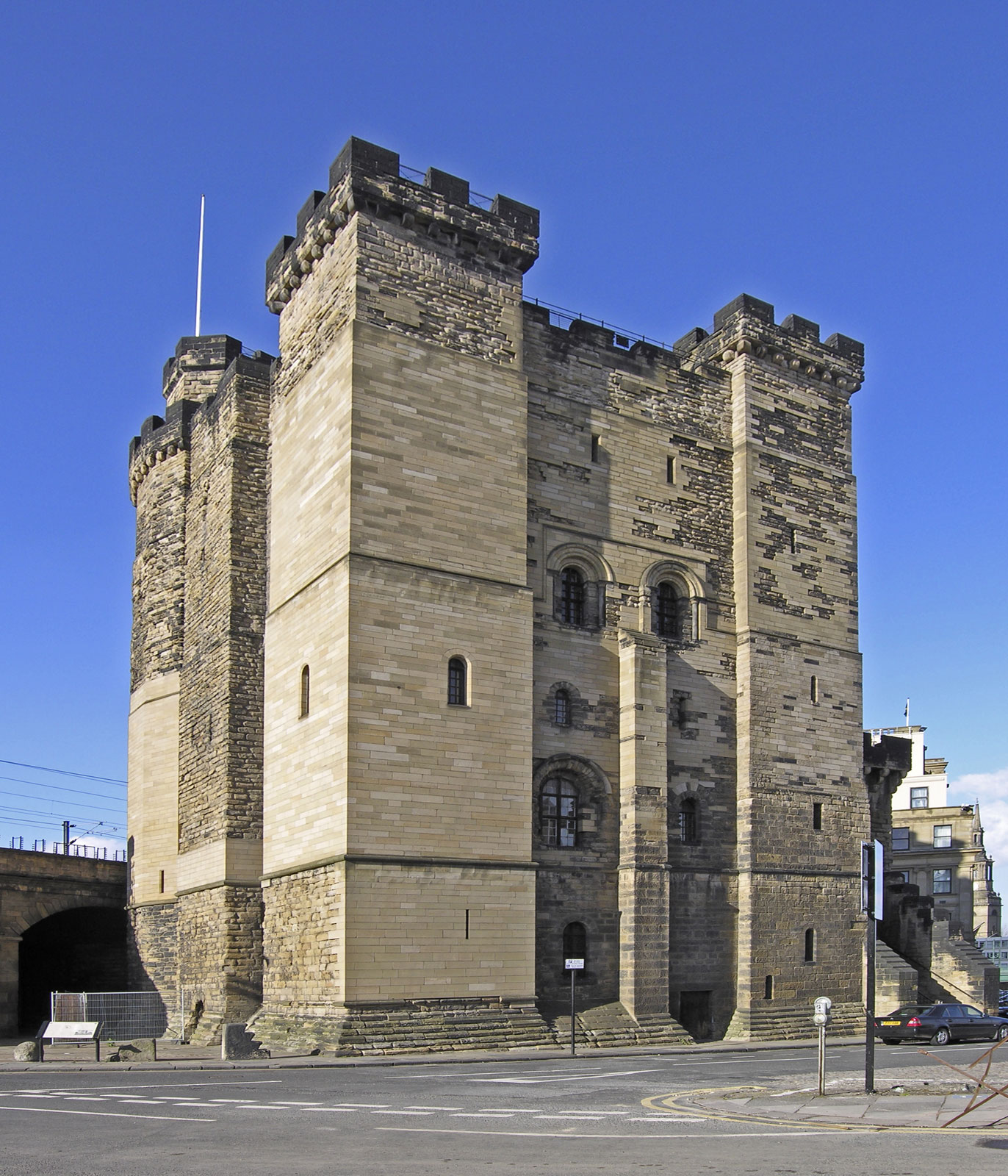
Kasteel van Newcastle